# 井上あやね
井上 あやね（いのうえ あやね、1990年1月17日 - ）は、日本の読者モデル。161センチメートル。44キログラム。
千葉県出身。『ViVi』(講談社)、『S Cawaii!』(主婦の友社)の読者モデル、『JJ』(光文社)の元・読者モデル。現在、芸能団体BookshelfOfColorのタレントとして活動の場を広げている。

## 出演

### 雑誌
- 【2012年】『ViVi』(講談社)読者モデル
- 【2012年】『S Cawaii!』(主婦の友社)読者モデル
- 【2012年】『JJ』(光文社)元読者モデル
- 【2012年】『an・an別冊ヘアカタログ』(マガジンハウス)
- 【2012年】『大人の愛されヘアカタログ』

### テレビ
- 【2012年】『関ジャニの仕分け∞』（テレビ朝日）ダイエットで何キロ痩せたか編に出演。関ジャニ∞の横山裕に仕分けバズーカを発射する。
- 【2012年】『男のヘンサーチ!!』（TBS系列）　企画レギュラー出演。
- 【2012年】『ゴッドタン[2]』（テレビ東京）マジギライおぎやはぎの小木編に読モとして出演。略称「ゴッドタン」。
- 【2010年】『トイ・ストーリー3』DVD発売時のCM女子大生役で出演。
- 【2010年】『1924[3]』（イチキュウニイヨン　フジテレビ系列）トーク・ドキュメンタリー　初期メンバーでレギュラー出演。

### イベント
- 【2011年】『[[8CREW[4]]]　FashionEvent』　ゲストモデル出演
- 【2012年】『8CREW　FashionEvent』　ゲストモデル出演

### 広告
- 【2012年】『Right-on』WEB広告、メールマガジン広告モデル掲載。
- 【2012年】『美人時計』掲載。
- 【2012年】『ジェイアイエヌ』JINS WEB広告モデル掲載。
- 【2012年】『ガールズスナップ』スナップ掲載。

### WEB
- 【2012年】『Right-on』WEB広告,メールマガジン広告モデル掲載。
- 【2012年】『ジェイアイエヌ』JINS WEB広告モデル掲載。

### PV
- 【2012年】『SLOTH』ラッパーPV出演